# Lampsakos

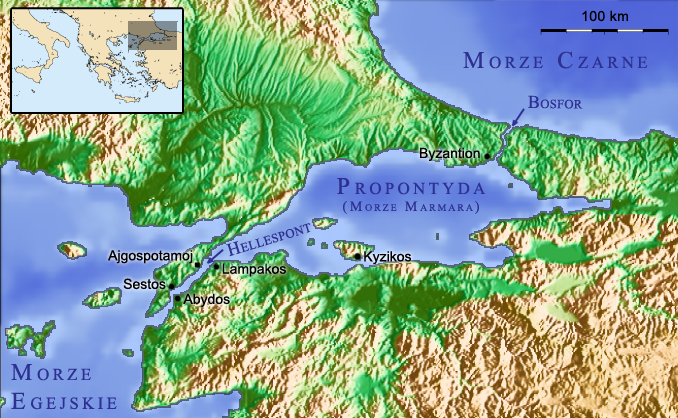
Położenie Lampsakos

Lampsakos (łac. Lampsacus; dziś. Lâpseki) – starożytne miasto w Azji Mniejszej, w Troadzie, nad Hellespontem.
Założone zostało w VII w. p.n.e.  przez Jonów z Fokidy. Słynęło z dobrego wina. Ojczyzna Anaksymenesa, Stratona z Lampsaku, logografa Charona, wybitnego epikurejczyka Metrodorosa i mniej znanego filozofa Metrodorosa. 
W mieście odnaleziono ślady kultu Priapa i Kybele.